# 제1대 애머스트 남작 제프리 애머스트
육군 원수 제1대 애머스트 남작 제프리 애머스트(Jeffery Amherst, 1st Baron Amherst, 1717년 1월 29일 - 1797년 8월 3일)는 바스 훈장을 받은 영국의 육군 군인이다. 프렌치 인디언 전쟁을 승리로 이끈 영웅이며, 북아메리카 식민지를 총괄하는 총독이 되었다. 그러나 미국 현지 원주민들을 이해하지 못하고 시행한 정책으로 원주민의 반감을 사서 폰티악 전쟁을 일으키는 원인이 되었다.

## 생애

### 군 경력
애머스트는 영국의 켄트 세부노쿠스에서 태어나 14세에 군에 입대하였다. 애머스트는 7년 전쟁, 특히 북미에서는 프렌치 인디언 전쟁으로 알려진 전쟁에서 명성을 얻었다.
1758년 애머스트는 영국군의 루이스버그 포위전을 지휘하여, 북미 영국군 총사령관이 되었고, 캐나다에 있던 프랑스령의 대부분을 점령하는데 공헌을 세웠다. 1759년, 애머스트는 챔플레인 호로 침공군을 이끌고 제임스 울프 장군의 퀘벡시 점령을 지원했다. 1760년 9월 8일, 애머스트는 몬트리올을 점령하고, 북아메리카에서 프랑스의 지배를 종식시켰다. 애머스트는 프랑스 군 지휘관 레위 백작의 “명예 항복”(항복 시 군기만은 유지할 수 의례상의 권리)을 거부했기 때문에, 레위 백작은 격앙하여, 항복보다 군기를 불태우기를 선택했다. 애머스트는 1760년부터 1763년까지 캐나다 군정 정부의 장관을 지냈다.
프렌치 인디언 전쟁 후 영국과 원주민 사이의 적대감은 북미 역사 상 최초로 생물 무기를 사용한 계획이 문서화되었다. 1763년 ‘폰티액 전쟁’이 발발하자 애머스트는 반란을 집압하기 위해 천연두를 무기로 사용할 것을 제안했다. 애머스트의 부하 헨리 부켓 대령과의 왕복 서신에서 두 사람은 천연두에 감염된 담요를 인디언들에게 선물하여 인디언들을 감염시킬 가능성을 논의했다. 실제로 애머스트도나 부켓도 모르게 피트 요새의 지휘관이 전술 자체를 이미 실행에 옮기고 있었다. 애머스트는 전쟁의 총 지휘를 맡고 있었으며, 부켓과 주고받은 편지로 인해 이름이 이 사건에서 드러났으며, 애머스트가 사전 미리 알고 이 시도를 한 증거가 되었다. 이 시도가 성공했는지 여부는 불분명하다.

### 정치 경력
애머스트는 1759년에서 1768년까지 버지니아 식민지의 명목상의 총독이었지만, 실질적으로는 프랜시스 호키에가 총독 대행을 계속하고 있었다. 1760년에서 1763년까지 영국의 북미국령 초대 총독이 되었다. 이 직무는 현대에서도 캐나다 총독 형태로 이어지고 있다.
애머스트 1776년에 귀족이 되어 홈즈데일의 애머스트 남작이 되었다. 미국 독립 전쟁 동안, 적측에 있는 많은 사람과 친분 관계에 있었기 때문에, 애머스트는 종군을 계속 거부했다. 애머스트 1778년에 영국 육군의 최고 지휘관이 되었고, 같은 해 원수에 올랐다.
미국과 캐나다는 애머스트의 이름을 따서 붙여진 곳이 여러 곳 있다. 온타리오 애머스트버그, 이곳에는 애머스트 고등학교도 있다. 매사추세츠 애머스트도 그러한 곳 중의 하나이며, 이곳에는 애머스트 대학교가 있다. 뉴햄프셔 애머스트, 노바스코샤 애머스트, 뉴욕 애머스트, 버지니아 애머스트 카운티, 그리고 온타리오 애머스트 섬 등이 그의 이름을 딴 것이다.

## 같이 보기
- 제1대 애머스트 백작 윌리엄 애머스트 - 제프리의 조카이며 자유 무역 실현을 위해 청나라에 파견된 것으로 유명하다. 그 후 1823년부터 1828년까지 인도 총독을 맡았다.